# Carbonera
|  | Aquest article tracta sobre les carboneres per obtenir carbó vegetal. Vegeu-ne altres significats a «Carbonera (desambiguació)». |

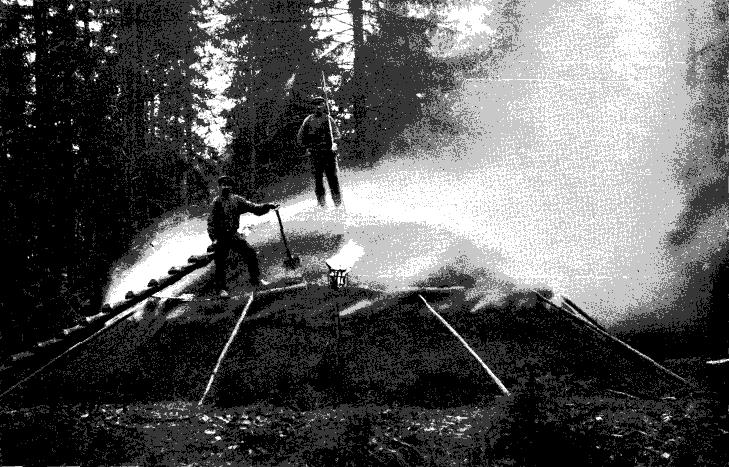
Una carbonera sueca de principis del, a Östergötland.

Una carbonera, també coneguda com a pila de carbó o sitja, és un apilament de llenya tapada amb diferents capes de llenya verda, vegetals i terra que s'usava per obtenir carbó vegetal. Per fer-ho s'iniciava una combustió lenta al centre de la pila, per un forat central, i es regulava la carbonització de la fusta limitant la circulació d'aire mitjançant uns forats laterals.
Generalment es feien servir branques petites d'alzina, que feia un carbó més energètic, però també s'emprava roure, om i faig. Un cop triada la fusta, s'apilava sobre un rotlle de sitja i es carbonitzava. El procés solia durar uns vuit dies. El producte final s'usava com a font d'energia a les fargues pirinenques i a les cuines, ja que mantenia el poder calorífic de la fusta però pesant menys.
Aquesta pràctica estava molt estesa a Europa i es va iniciar durant l'edat mitjana, perdurant fins a la dècada dels 50, quan es va anar substituint pels combustibles fòssils o l'electricitat. A Catalunya aquesta feina la duien a terme picadors i carboners, que hi estaven especialitzats. Com que aquests treballadors vivien al costat mateix de la carbonera a prop hi solia haver una cabana o barraca de carboner que és on s'allotjaven els carboners.

## Procés de construcció

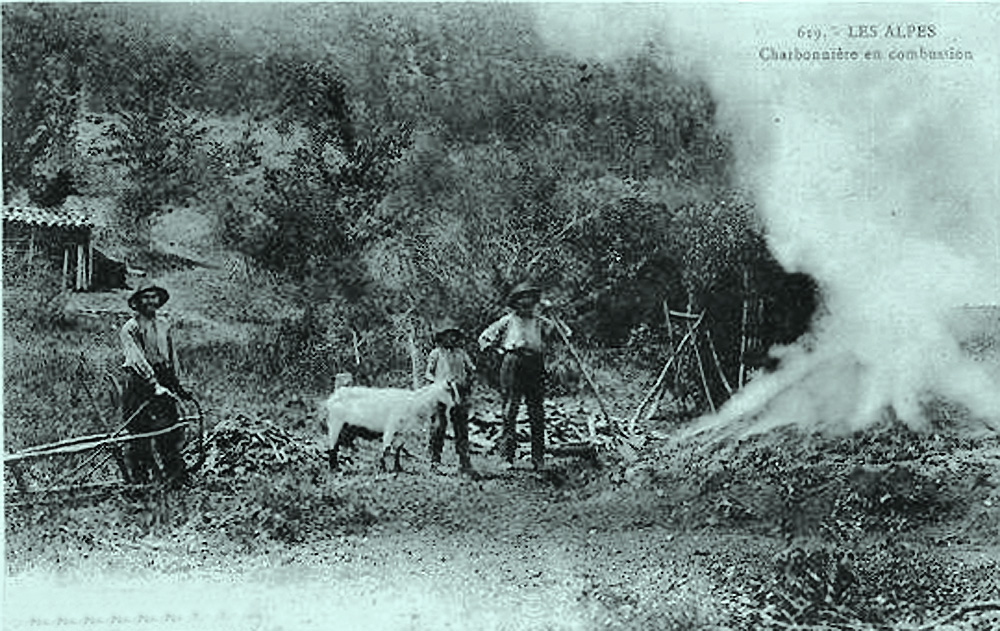
Carboners dels Alps vigilant una sitja.

1. Distribució dels troncs en tres eixos perquè la majoria no toquin a terra i es faciliti el pas de l'aire per la part inferior de la carbonera.
2. Col·locació de l'espitllera central fent un clot o finestra, posant-hi una teula subjectada amb fang. Es tapa amb branquetes de pi perquè no pugui caure cap objecte.
3. Es van col·locant els troncs ben alineats per la banda de fora i procurant no deixar cap espai entre ells.
4. A la part davantera s'hi posa llenya prima per encendre el foc.
5. Al ribàs (petita paret de terra on es repenja la carbonera) s'hi posen uns troncs prims amb l'objectiu de deixar un espai perquè passi l'aire.
6. Els buscalls (troncs prims fets de branques) es fan a mida perquè no surtin cap enfora.
7. La llenya ja està totalment apilada i es fica la llosa del damunt de la boca.
8. Una vegada apilada la llenya es fica l'embalum, fet de branques disposades amb el tronc cap endins i al damunt terra. A la part inferior es comença un marge que aguantarà l'embalum i la terra. També evitarà que quan la carbonera es vagi cremant es faci un forat provocant que el carbó es torni cendra.
9. En fer el marge es formen dues espitlleres, una a cada costat, amb dos pedres i una llosa al damunt.

## La barraca de carboner

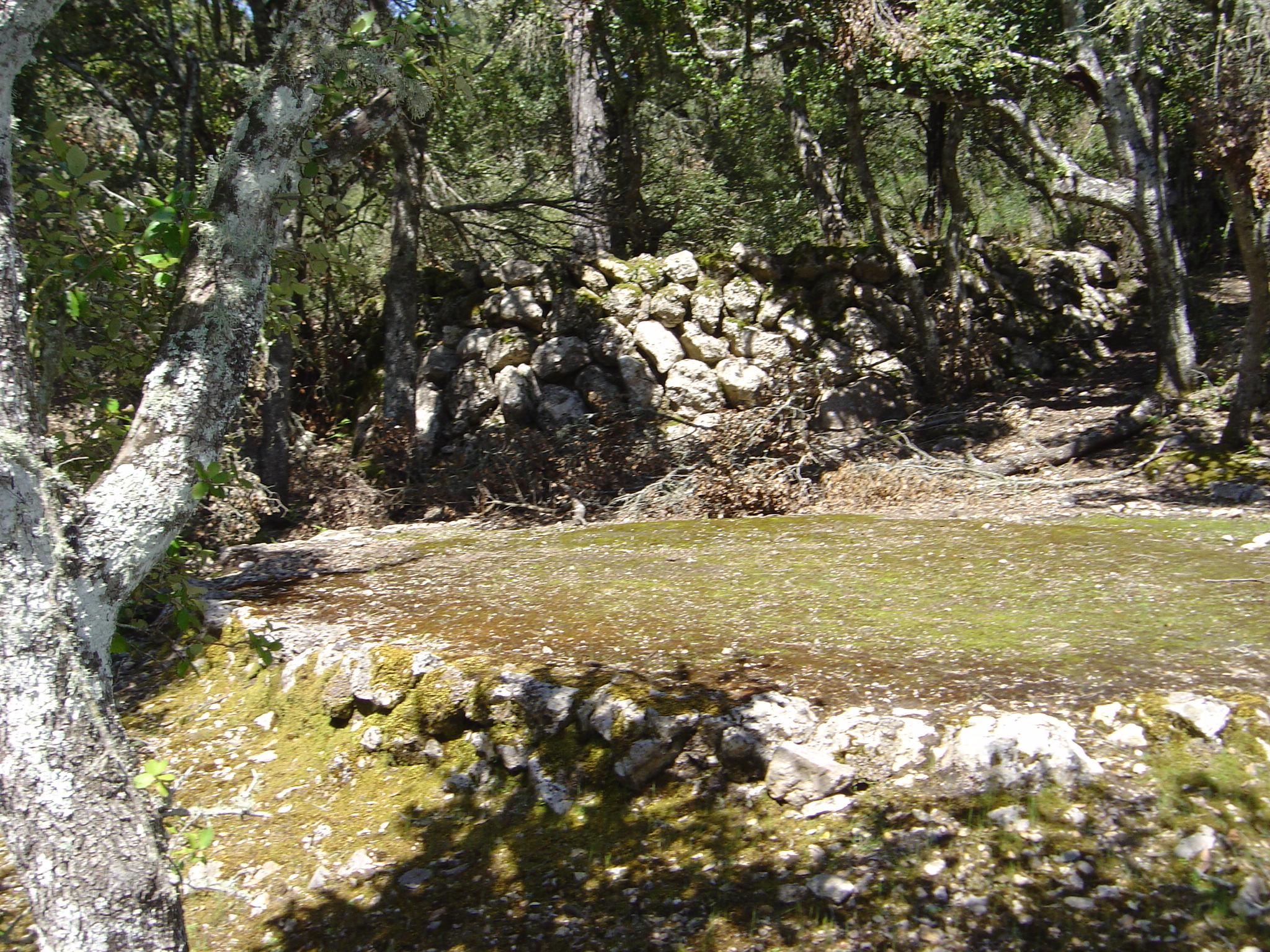
Un rotlle de sitja amb la cabana al fons.

Els picadors i carboners, durant l'obtenció del carbó, necessitaven un lloc vora la sitja per poder supervisar el procés. Per això es construïen barraques al costat de les piles, on vivien quan s'estava fent el carbó.
Les construccions podien ser diverses, però generalment es construïen amb fusta i pedra. Agafant dos grans troncs que es recolzaven entre ells, els puntals, formaven un triangle vertical. A continuació, sobre els puntals, s'hi col·locava la biga serradera, que donava llargada a la barraca i s'apuntalava sobre un marge o unes pedres per donar més alçada i comoditat als treballadors. A banda i banda de la biga serradera s'hi anava col·locant brancam, anomenat costellam, deixant un espai pel portal. El costellam es recobria amb branques de pi, ginesta o plantes de fulla llarga, per fer-lo impermeable. La part del davant, sota els puntals, es solia construir amb pedra seca o troncs, però es solia deixar un espai a dalt per on sortir el fum, el fumeral.
L'interior estava dividit en dos espais: un per cuinar i menjar, l'altre per dormir i descansar.